# Raids Wakõ de Jiajing
Les raids Wakõ de Jiajing (chinois : 嘉靖大倭寇 ; pinyin : Jiājìng Dà Wō Kòu ; litt. « Les Grands raids Wo de Jiajing »)(chinois simplifié : 嘉靖倭乱 ; chinois traditionnel : 嘉靖倭亂 ; pinyin : Jiājìng Wō Luàn ; litt. « crise des Wo de Jiajing ») causent d'importants dégâts tout le long des côtes chinoises au 16e siècle, durant le règne de l'empereur Jiajing (r. 1521–1567), de la dynastie Ming.
A la base, le terme « Wakõ » fait référence aux pirates japonais qui traversent la mer de Chine et attaquent la Corée et la Chine. Cependant, au milieu de la période de la dynastie Ming, les équipages des Wakõ sont multinationaux, comprenant des marins Japonais et Portugais, mais surtout une grande majorité de chinois. L'activité des Wakõ commence à poser un sérieux problème dans les années 1540, atteint son apogée en 1555 et se calme en 1567. Les destructions générées par ces raids s'étendant à travers les régions côtières de Jiangnan, Zhejiang, Fujian et Guangdong.

## Contexte historique

### Le commerce maritime auXVIesiècle en Chine
Jusqu'à l'établissement de la dynastie Ming en 1368, la Chine a une grande tradition de commerce maritime, avec un réseau commercial qui s'étend jusqu'à l'océan Indien. En 1371, l'empereur Hongwu, le fondateur de la dynastie Ming, met en œuvre la politique haijin, qui prohibe toute forme de commerce maritime privé, afin de débarrasser les mers des de pirates. En vertu de cette interdiction, tout le commerce maritime doit être effectué par le biais du «commerce des tributs», le seul officiellement approuvé. Il s'agit d'une forme de commerce dans lequel les États tributaires étrangers envoient des tributs à la cour chinoise, se reconnaissant ainsi comme étant les vassaux des Ming, et reçoivent en retour des cadeaux en signe de faveur impériale. Ce commerce, en plus d'être humiliant pour les étrangers concernés (sinocentrisme), est inadapté aux exigences des marchés, tant nationaux qu'étrangers, car les Ming ont des règles strictes sur la fréquence à laquelle un vassal peut venir présenter un tribut. Malgré ces limites, ce système de tribut, étant la seule forme légale de commerce avec la Chine, est extrêmement rentable. De nombreux États, dont le Japon, sont donc prêts à se soumettre aux rituels du système tributaire chinois.
Les Japonais se voient attribuer la ville de Ningbo, dans le Zhejiang, comme port d'entrée en Chine et sont autorisés à présenter un tribut une fois tous les dix ans. Ces missions japonaises dans la Chine des Ming ont lieu du XVe au XVIIe siècle, mais prennent fin avec la période Sengoku, lorsque l'emprise du shogunat Ashikaga sur le pays s'affaiblit et que le Japon sombre dans une guerre civile durant laquelle les différents daimyos luttent pour le pouvoir. Ces querelles intestines atteignent la Chine lors de l'incident de Ningbo, qui a lieu en 1523 et durant lequel des commerçants du clan Ōuchi se battent avec ceux du clan Hosokawa à Ningbo pour avoir le droit de présenter un tribut. Ce conflit dégénère et s’achève par le pillage pur et simple de Ningbo. Lorsqu'une flotte Ming finit par arriver sur place pour mettre fin aux troubles, elle est vaincue et les commerçants japonais s'enfuient. Après cet épisode, les Ming interdisent à tous les Japonais de faire du commerce à Ningbo, et donc en Chine. Dés lors, les commerçants japonais doivent retrouver les pirates sur les îles au large des côtes chinoises pour pouvoir échanger des marchandises.
En mai 1513, des explorateurs portugais atteignent les côtes du Guangdong, intégrant, de facto, la Chine à l'Échange colombien. Concrètement, cette situation crée une nouvelle demande au niveau mondial pour les produits chinois, tandis que les armes à feu européennes et les cultures du Nouveau Monde sont introduites en Chine pour la première fois. Cependant, le potentiel du marché chinois est limité par l'insistance des Ming sur les interdictions maritimes. Les premières tentatives portugaises de négociations commerciales échouent et les premiers établissements portugais situés à l'embouchure de la rivière des Perles sont réduits à néant à la suite de la bataille de Tunmen en 1521 et de la bataille de Shancaowan en 1522. Les Portugais, comme les Japonais, sont alors contraints de mener leur commerce illégalement sur les îles isolées située le long de la côte chinoise, loin de la portée des autorités Ming.
Les Japonais et les Portugais sont donc tenus à l’écart du commerce tributaire au cours des premières décennies du XVIe siècle, ce qui ne les empêche pas de devenir les premiers fournisseurs d’argent en Asie de l’Est, en faisant venir de l’argent extrait de mines comme celles d’Iwami Ginzan au Japon et de Cerro de Potosí en Bolivie. L’argent est le moteur de l’économie chinoise des Ming, mais le gouvernement Chinois impose de nombreuses restrictions à l’exploitation minière par crainte que le marché de l'argent ne finisse par être contrôlé par des intérêts privés. Même sans ces restrictions, les filons d’argent de la Chine ont des rendements trop faibles et sont situés dans le sud-ouest du pays, soi trop loin des riches provinces côtières pour pouvoir répondre à leur énorme demande. Cette situation rend les transactions non officielles avec des étrangers très rentables et attrayantes pour les marchands chinois, malgré les risques et l’illégalité de leur commerce.

### Les Wakõ
La première utilisation connue du terme Wakõ (倭寇) est sur la Stèle de Kwanggaet'o, érigée sur le territoire de l'actuelle ville-préfecture de Ji'an, Jilin, en Chine pour célébrer les exploits du roi Kwanggaet'o, dit le Grand (374-413), dix-neuvième souverain du royaume coréen du Koguryo. Selon le texte gravé sur cette stèle, les wakō (« voleurs japonais ») ont traversé la mer et ont été vaincus par le roi en 404. Ce terme wakō est une combinaison des termes chinois Wō (倭), désignant soit les nains, soit de manière péjorative les Japonais, et kòu (寇) "bandit",,. Ce terme  est ensuite réutilisé en 1223, lorsque des pirates japonais attaquent la côte coréenne. Ces pirates finissent par élargir leur zone d'opérations à la côte chinoise et sont actifs sur toute la côte est-asiatique, jusqu'à l'établissement de la dynastie Ming. C'est en réaction a cette vague de piratage que l'empereur Hongwu met en place les « interdictions maritimes ». Cependant, au XVIe siècle, les pirates désigné par le terme Wakõ sont pour la plupart d'entre eux Chinois et non Japonais. Selon l'Histoire des Ming et d'autres documents chinois datant de la même période, seulement trente pour cent des Wakõ du XVIe siècle sont japonais, tandis que soixante-dix pour cent sont d'origine chinoise. De plus, ce sont les Chinois qui jouent un rôle déterminant dans les raids Wakõ de cette période, les Japonais et les pirates d'autres nationalités n'étant que de simples associés et/ou des mercenaires.
Les Chinois qui sont a la tête des Wakõ sont des marchands dont les activités commerciales sont devenues illégales à la suite des décrets de l'empereur Hongwu. En effet, non seulement le Haijin  interdit aux gens de voyager en mer, mais ceux qui passent outre, ou sont déjà en mer au moment de la parution des décrets, ont interdiction de de rentrer chez eux. En conséquence, un grand nombre de marchands chinois sont contraints de s'établir sur des îles au large des côtes chinoises ou même dans des ports de commerce d'outre-mer. Parmi les marchands stationnés à l'étranger, on peut citer Xu Dong (許棟) et ses frères qui commencent a faire fortune une fois installé à Malacca et Patani, ainsi que Wang Zhi et Xu Hai (徐海) qui s'installent sur l'île de Kyūshū, au sud du Japon. Les marchands chinois de Kyūshū crée et entretiennent des liens étroits avec les daimyos locaux, qui offrent aide et refuge aux marchands-pirates en échange d'une part de leurs bénéfices. Par exemple, le bras droit de Xu Hai est décrit comme étant le frère cadet de Shimazu Takahisa, le Daiymo de la Province de Satsuma , tandis que son associé Chen Dong (陳東) occupe un poste élevé à la cour de Satsuma en tant que chef du secrétariat de Shimazu.
Pour protéger leur cargaison des bandes de pirates rivales et de la marine Ming, les marchands pirates s'arment avec des fusils et canons portugais et engagent des combattants japonais. Même si les Ming découvrent les armes à feu portugaises dans les années 1520, elles sont principalement déployées sur la frontière nord et non sur les côtes. De plus, Wang Zhi aide les commerçants portugais à atteindre Tanegashima en 1543, où ces derniers font découvrir les arquebuses aux Japonais pour la première fois. Cela permet aux combattants Japonais, qui avaient déjà la réputation d'être des épéistes redoutables, de se doter d'armes à feu plus avancées que celles dont disposent les forces de défense côtière chinoises à l'époque. Selon les sources de l'époque, les troupes aborigènes Ming ont particulièrement peur des arquebuses des pirates.

### Défenses côtières et politique
L’échec de la marine Ming lors de l’incident de Ningbo en 1523 met en évidence le déclin des capacités navales chinoises depuis la fin des célèbres expéditions maritimes de Zheng He en 1433. Si, sous les règnes des premiers empereurs Ming, la Chine dispose d’un système de patrouilles côtières et de bases insulaires pour défendre les côtes chinoises, ce dernier est dissout lorsque la politique étrangère des Ming passe de l’interventionnisme à l’isolationnisme, à la suite de la défaite catastrophique survenue lors de la bataille de la forteresse de Tumu, sous le règne de l’empereur Zhengtong (r. 1435-49). La raison officielle de ce retrait est que ces bases avancées en mer représentent un lourd fardeau pour les civils qui doivent les approvisionner, et que l’armée Ming est capable de défendre les terres après le débarquement des envahisseurs. Dés lors, les navires de guerre ne sont plus utilisés pour patrouiller le long des côtes et restent ancrés dans les ports, où ils pourrissent à cause de la négligence. L'exemple le plus extrême est celui de la garnison navale de Dengzhou, au Shandong, qui dispose d’une flotte de 100 navires de guerre à son apogée, mais au début du XVIe siècle, il ne reste que 3 navires en état de naviguer, après des années de réduction des crédits et de de délabrement. Dans les années 1540, Au début de la crise des Wakõ, il n'y a que 68 navires de guerre gouvernementaux sur la côte du Fujian, tandis que les fonds alloués à la construction de navires ont apparemment été détournés. De plus, les garnisons navales présentes le long de la côte ne sont pas disposées à construire et à accueillir de nouveaux navires, car chaque navire a besoin de personnel et de ressources pour son entretien. Les navires confisqués aux pirates et redistribués aux garnisons navales finissent par être volés, échangés ou sabordés.
Outre la détérioration des navires de guerre, des décennies de paix le long des côtes ont relégué les troupes côtières au second plan et les garnisons sont gravement en sous-effectif, en raison des désertions massives. Au début des années 1550, ces garnisons sont réduites à environ un tiers de leurs effectifs complets. Pendant la crise des Wakõ, les troupes côtières doivent renforcer leurs effectifs en intégrant diverses milices et groupes de mercenaires, comme des gardes de la noblesse, des voyous locaux et même des moines Shaolin. Le gouvernement Ming, dont les ressources sont accaparées par la défense de la frontière nord contre les Mongols, ne peut envoyer comme renforts sur les côtes que des anciens bandits intégrés à l'armée, d'anciens pirates et des « troupes de loups »(chinois traditionnel : 狼兵), c'est-à-dire des combattants aborigènes dirigés par des Tusi, des chefs locaux auxquels les Ming attribuent un rang officiel. Ces diverses troupes, souvent désignées par l'euphémisme « troupes invitées » (chinois traditionnel : 客兵), sont généralement inefficaces au combat et constituent souvent un fardeau pour la population locale.
Le délabrement général de l’armée est un symptôme de la confusion qui règne dans l’administration des provinces côtières. L’administration provinciale des Ming est divisée en trois hiérarchies parallèles : une pour les affaires civiles, une pour les affaires militaires et une pour la surveillance. Cette structure délibérément fragmentée est censée servir de frein au régionalisme et à la montée en puissance de fonctionnaires omnipotents au niveau provincial; mais elle ne permet pas de réagir efficacement en cas d’urgence. À partir du milieu du XVe siècle, des Grands Coordinateurs (Xunfu) et des Gouverneurs généraux (Zongdu) sont envoyés dans les provinces en proie à des urgences militaires pour outrepasser cette triple hiérarchie. Cependant, dans les provinces frappées par les attaques des Wakõ, aucun grand coordinateur n’est nommé avant 1547, a cause des ingérences de la noblesse des zones côtière, qui est impliquée dans le commerce extérieur illégal.
La noblesse des zones côtières, bien représentée à la cour des Ming en raison de l'abondance de candidats aux examens impériaux sortant de ses rangs, s'enrichit en équipant les contrebandiers avec des navires pouvant naviguer en haute mer et en profitant de la revente des marchandises de contrebande à un prix plus élevé. Il arrive même que ces nobles retardent le paiement des sommes dues aux contrebandiers, voir refuse de les payer. Ils parviennent à contenir le mécontentement des contrebandiers par des cajoleries, des alliances matrimoniales ou en les menaçant d'envoyer l'armée Ming contre eux. D'un autre côté, ils se protègent en engageant des mercenaires comme gardes et en soudoyant les fonctionnaires locaux pour qu'ils ferment les yeux. Zhu Wan, qui devient le Grand Coordinateur du Zhejiang en 1547, qualifie ces membres de la noblesse de «pirates portant robes et chapeaux» (衣冠之盜) et voit en eux la cause profonde des troubles côtiers.
« 
Il est facile de se débarrasser des pirates étrangers, mais il est difficile de se débarrasser des pirates chinois. Il est encore facile de se débarrasser des pirates chinois le long des côtes, mais il est particulièrement difficile de se débarrasser des pirates chinois portant robes et chapeaux
 »
— Zhu Wan, Histoire des Ming vol. 205, "Biographie de Zhu Wan"
Mais, dans les années 1540, ce fragile équilibre favorable à la noblesse commence à s'effondrer, lorsque les contrebandiers mécontents décident de se passer d'eux et de leur aide financière. Selon le Ming shilu (chinois traditionnel 明實錄, chinois simplifié 明实录, « Véritables documents Ming »), les attaques des Wakõ commencent avec un raid qui a lieu en 1547, durant lequel des contrebandiers et des étrangers incendient le domaine de la famille Xie à Yuyao, après que le puissant clan Xie (謝氏) ait refusé de payer ses dettes aux contrebandiers et menacé d'informer le gouvernement.

## Shuangyu, un point de commerce illégal
| Shuangyu (base principale) Wangjiangjing Tongxiang Zhelin Zhapu Ningbo Suzhou Shanghai Hangzhou [[Taizhou]] Wenzhou Jiaxing Songjiang |

Carte des raids Wakõ dans le Delta du Yangzi Jiang et la province du Zhejiang
Après leur éviction des ports côtiers de Chine, les commerçants japonais et portugais se mettent a collaborer avec des contrebandiers installés dans les iles situées le long des côtes du Zhejiang et du Fujian. Parmi ces ports, Shuangyu, qui se trouve sur l'île de Liuheng (六橫島), au large des côtes de Ningbo, devient rapidement le principal centre de ce commerce clandestin.
Au début, Shuangyu n'est qu'un rassemblement de hangars temporaires, dressés afin que les contrebandiers puissent s'abriter eux et leurs marchandises pendant la période ou ils font du commerce. Par contre, a partir de 1539, des commerçants du Fujian commencent à attirer a Shuangyu les commerçants étrangers de Patani et de Malacca pour y faire du troc et commencent à s'installer sur l'île de manière permanente. Ils sont rapidement rejoints par Jinzi Lao (金子老, « L'Ancien en or ») et Li Guangtou (李光頭, « Li le chauve »), deux marchands également originaires du Fujian et qui amènent avec eux les Portugais et divers aventuriers. Attirés par l'expansion du commerce sur la côte du Zhejiang, les frères Xu transfèrent leur base d'opérations de la péninsule malaise à Shuangyu. L'influence du syndicat Xu et son partenariat étroit avec les Portugais en font le principal réseau de contrebande en 1542, après une série de fusions entre les bandes de marchands-pirates de Shuangyu.
La marine Ming commence à lutter contre les activités de contrebande en 1543, mais le syndicat Xu parvient à repousser les attaques des Ming contre Shuangyu grâce à leur puissance de feu supérieure, due a l'usage d'armes à feu portugaise. Sortis renforcé de leur confrontation contre les autorités Chinoises, les contrebandiers étendent leur réseau d'activités le long de la côte chinoise jusqu'au Guangdong et à l'intérieur des terres jusqu'à la métropole de Nanjing; Shuangyu restant leur plaque tournante . En 1544, ce réseau s'étend encore davantage lorsque Wang Zhi rejoint le syndicat Xu, apportant avec lui ses relations japonaises, qi s'installent également à Shuangyu. Ce port de contrebandier atteint ainsi son apogée en tant que plus grand entrepôt maritime d'Asie de l'Est pour le commerce de marchandises en provenance d'Europe et d'Asie. Il conserve ce statut jusqu'à sa chute en 1548.

## Les campagnes de Zhu Wan

### La chute de Shuangyu
Après plusieurs années de débats sur la meilleure manière de gérer les troubles provoqués par les Wakõ, la cour des Ming, sous la direction du Grand Secrétaire Principal Xia Yan, décide de nommer un nouveau Grand Coordinateur pour gérer les défenses côtières dans les deux provinces les plus touchées par les raids, à savoir le Zhejiang et le Fujian. En 1547, le général et vétéran Zhu Wan est nommé Grand Coordinateur du Zhejiang et Surintendant des Affaires Militaires pour la Défense Côtière du Zhejiang et du Fujian (巡撫浙江兼提督浙閩海防軍務), un nouveau poste spécifiquement créé pour faire face au problème de la résurgence des Wakõ. C'est la première fois depuis de nombreuses décennies que le Zhejiang a un seul chef administratif au lieu de l'habituel trio des chefs provinciaux.
La situation sur la côte c'est considérablement aggravée lorsque Zhu Wan prend son poste. En décembre 1547, les Portugais pillent Zhangzhou et en février de l'année suivante, les villes de Ningbo et Taizhou sont attaquées par un millier de pillards navigant à bord d'une centaine de navires, un nombre record. Cette incursion à lieu alors que Zhu Wan inspecte le Fujian et les troupes gouvernementales se révèle incapable d'empêcher les pillards de tuer, de piller et d'incendier les bureaux et les bâtiments gouvernementaux. Malgré l'état lamentable des défenses côtière et la collusion généralisée entre la noblesse et les pirates, Zhu Wan accomplit sa tâche avec énergie. Il applique de manière strictement le Haijin, interdisant à quiconque de s'aventurer en mer sous peine de mort, et utilise tous les navires a sa disposition pour défendre la côte. Il rend également publics les noms des personnes influentes impliquées dans le commerce illégal, au grand dam de la noblesse locale.
Le 15 avril 1548, la flotte de Zhu Wan stationnée à Wenzhou fait voile vers Shuangyu sous le commandement de Lu Tang et Ke Qiao (柯喬). La flotte arrive sans être repérée à Shuangyu une nuit de juin, en profitant du mauvais temps. de Cinquante-cinq à quelques centaines de contrebandiers périssent lors de l'attaque, mais les principaux chefs, comme Li Guangtou et Wang Zhi, réussissent à s'échapper. Lu Tang rase ensuite la ville et rend le port définitivement inutilisable en le remplissant de pierres, en application des ordres qu'il avais reçu de Zhu Wan.
Zhu Wan et ses généraux sont généreusement récompensé pour leur victoire par des dons en argent versés par la Cour, mais il s'attire également la colère des ennemis politiques qu'il c'est fait parmi la noblesse, dont les profits sont directement affectés par la destruction de Shuangyu. Finalement, un prétexte est trouvé pour rétrograder Zhu Wan au poste temporaire d'inspecteur général (巡視), l'argument étant qu'un seul homme ne peut pas contrôler deux provinces en même temps.

### L'incident de Zoumaxi
| Zoumaxi Yuegang Kinmen Xinghua Zhangzhou |

Carte des raids Wakõ au Fujian
Après la chute de Shuangyu, les contrebandiers se dispersent le long des côtes du Zhejiang et du Fujian, à la recherche de nouvelles bases arrières a partir desquelles il pourront recommencer à faire du commerce. La profonde crique de Zoumaxi (走馬溪, litt: « Ruisseau du Cheval Courant »), située près de la péninsule de Dongshan, a proximité de la frontière entre le Fujian et le Guangdong, se révèle être un endroit propice au commerce. En effet, le terrain protège les navires des vents et les habitants de Meiling (梅嶺) sont très impliqués dans la contrebande. Le 19 mars 1549, Lu Tang et Ke Qiao tendent une embuscade à deux jonques à Zoumaxi, alors que leurs équipages font du commerce avec des Portugais présent à bord. Le bilan de cette attaque est de 33 morts et 206 contrebandiers capturés. Parmi les prisonniers, on trouve Li Guangtou et un certain nombre de Portugais. Lu Tang demande à quatre Portugais, choisit parmi ceux dont le physique est le plus avantageux, de se faire passer pour les rois de Malacca, afin de rendre sa victoire plus prestigieuse. Craignant que les captifs ne tentent de s'échapper en corrompant leurs gardes, Zhu Wan fait exécuter 96 contrebandiers chinois.
Ces exécutions non autorisées offrent une excellente occasion aux ennemis politiques de Wan. Le 27 avril, il est destitué pour avoir outrepassé son autorité, les exécutions devant être autorisées par l'empereur. L'empereur Jiajing démet Zhu Wan de son poste et ordonne une enquête complète sur l'affaire. Zhu Wan est d'autant plus en mauvaise posture que Xia Yan, son principal soutient, est tombé en disgrâce et a été exécuté en octobre de l'année précédente. Se voyant acculé, Wan écrit sa propre épitaphe et se suicide en buvant du poison en janvier 1550. L'enquête confirme les allégations selon lesquelles Zhu Wan a tué les prisonniers sans autorisation impériale, et une condamnation à mort posthume est donc prononcée a son encontre. Lu Tang et Ke Qiao sont également condamnés à mort, et les contrebandiers portugais s'en tirent à bon compte, étant simplement exilé et non exécutés. Galeote Pereira, l'un des membres de l'équipage portugais capturés à Zoumaxi, ressort de cette histoire très impressionné par ce qu'il pense être une preuve de l'impartialité du système judiciaire chinois.

## Montée en puissance des Wakõ

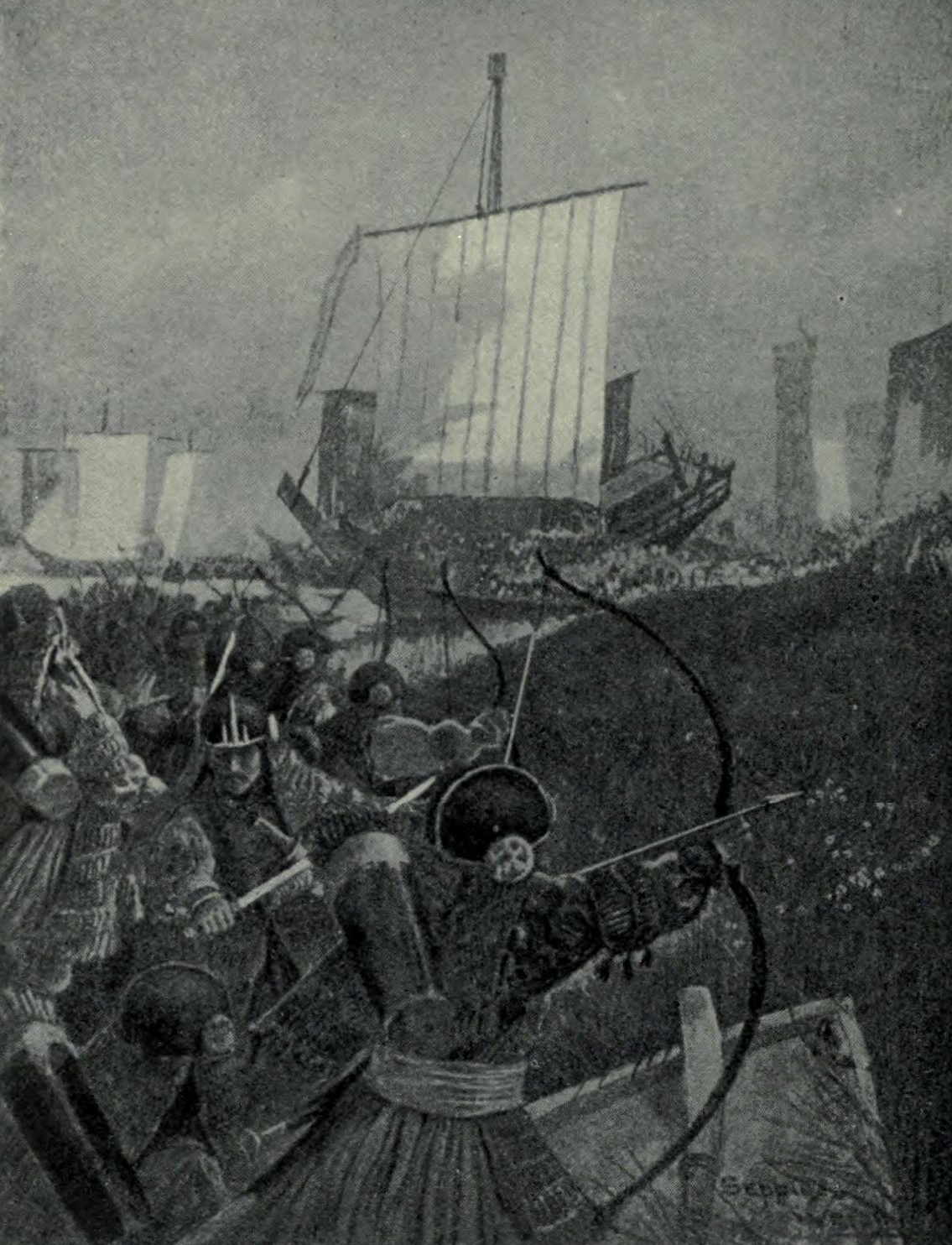
Dessin du XXéme siècle représentant un raid Wakõ contre les côtes chinoises

La mort de Zhu Wan est suivie d'un abandon  quasi total de la politique qu'il avait adopté et sa flotte est dispersée. Pendant trois ans, son poste reste vacant et aucun fonctionnaire du gouvernement n'ose apparemment évoquer la situation côtière, tellement le climat politique est défavorable. Mais si la mort de Zhu Wan est une victoire politique pour la noblesse côtière, elle détruit également le principal atout de cette dernière contre les marchands pirates: la menace de l'armée Ming. Les Wakõ profitent pleinement de ce vide militaire, multipliant les attaques contre les côtes chinoises et aussi les domaines des nobles. Au final, la noblesse se vois obligée, à contrecœur, d'aider l'État à réprimer les Wakõ.
Leurs réseaux de commerce illégaux étant perturbés, les commerçants étrangers se liguent pour contrer ce qu'ils perçoivent comme une intensification de la campagne anti-piraterie des Ming. Après le départ de Xu Dong Wang Zhi devient rapidement le chef de la plus importante de ces bandes armées . En effet, les frères Xu ayant mis Wang Zhi à la tête de leurs flottes, de leurs finances et de leurs contacts étrangers, ce dernier n'as pas beaucoup de mal à prendre le contrôle de l'ensemble du syndicat. Lorsque les Ming font de lui leur cible prioritaire dans le cadre de la lutte contre les Wakõ, il s'installe sur les îles Gotō, situées au large des côtes du Japon. Là, il se fait appeler "roi des Hui (徽王)" et établit de bonnes relations non seulement avec le daimyo local, Matsura Takanobu, mais aussi avec des hégémons régionaux comme Ōtomo Sōrin et Ōuchi Yoshitaka. Malgré son grand pouvoir, Wang Zhi cherche avant tout à apaiser le gouvernement Ming, dans l'espoir d'obtenir un assouplissement des interdictions maritimes. Afin d'atteindre cet objectif, il livre des chefs pirates rivaux qu'il a capturés aux autorités Chinoises. Mais ces tentatives se soldent par un échec, car les autorités Ming durcirent les restrictions en 1551, interdisant même aux bateaux de pêche de sortir en mer. Indigné, Wang Zhi envoie ses flottes de pirates lancer des raids contre les côtes chinoises.
Dans un premier temps, il s'agit de raids rapides lancé contre les villages côtiers pour obtenir des provisions et des marchandises pour le commerce, les hommes de Wang retournant rapidement à leurs navires avant de repartir. À l'été 1553, la situation s'aggrave au point qu'un raid pirate peut compter des centaines de navires, vaincre des garnisons et assiéger des villes aussi importantes qu'un siège de district. En 1554, les Wakõ établissent des bases le long de la côte, a partir desquelles ils peuvent mener leurs raids, menaçant ainsi les grandes villes de Suzhou, Hangzhou, et Nankin.

## Tentatives de destruction des Wakõ
En 1552, Wang Yu (王忬), occupant alors le poste de Grand Coordinateur du Shandong, est nommé par la Cour des Ming au poste de Grand Coordinateur du Zhejiang, succédant ainsi à feu Zhu Wan. A peine nommé, Wang Yu recrute des talents comme Yu Dayou et Tang Kekuan (湯克寬), et libère Lu Tang et Ke Qiao de leur prison ou ils attendaient d'être exécuté, afin de pouvoir profiter de leur expérience dans la lutte contre  les Wakõ. Il lance un programme de fortification des villes et des villages, dont un grand nombre se voient ainsi protégées par des murailles pour la première fois depuis leur fondation. Mais, malgré tous ces préparatifs, les armées de Wang Yu subissent plusieurs défaites en 1553 et 1554, ce qui permet aux pirates d'attaquer les villes de Hangzhou, Songjiang, Tongzhou et Jiaxing. Les raids dont sont victimes ces villes situées le long du Grand Canal inquiètent particulièrement la cour de Pékin, car ils menacent les cargaisons de céréales provenant du grenier à blé du sud de la Chine. Wang Yu est limogé en 1554 à la suite de son échec.
La situation ne permettant pas une vacance du poste, c'est Li Tianchong (李天寵) qui est nommé Grand Coordinateur du Zhejiang à la suite du limogeage de Wang. De plus, le ministre de la Guerre de Nanjing, Zhang Jing, est nommé Commandant suprême des forces armées de six provinces côtières : Shandong, la région métropolitaine du Sud, Zhejiang, Fujian, Guangdong et Guangxi. Ce nouveau poste, d'un rang supérieur à celui de Grand Coordinateur, est créé spécifiquement en réponse à la crise des Wakõ.

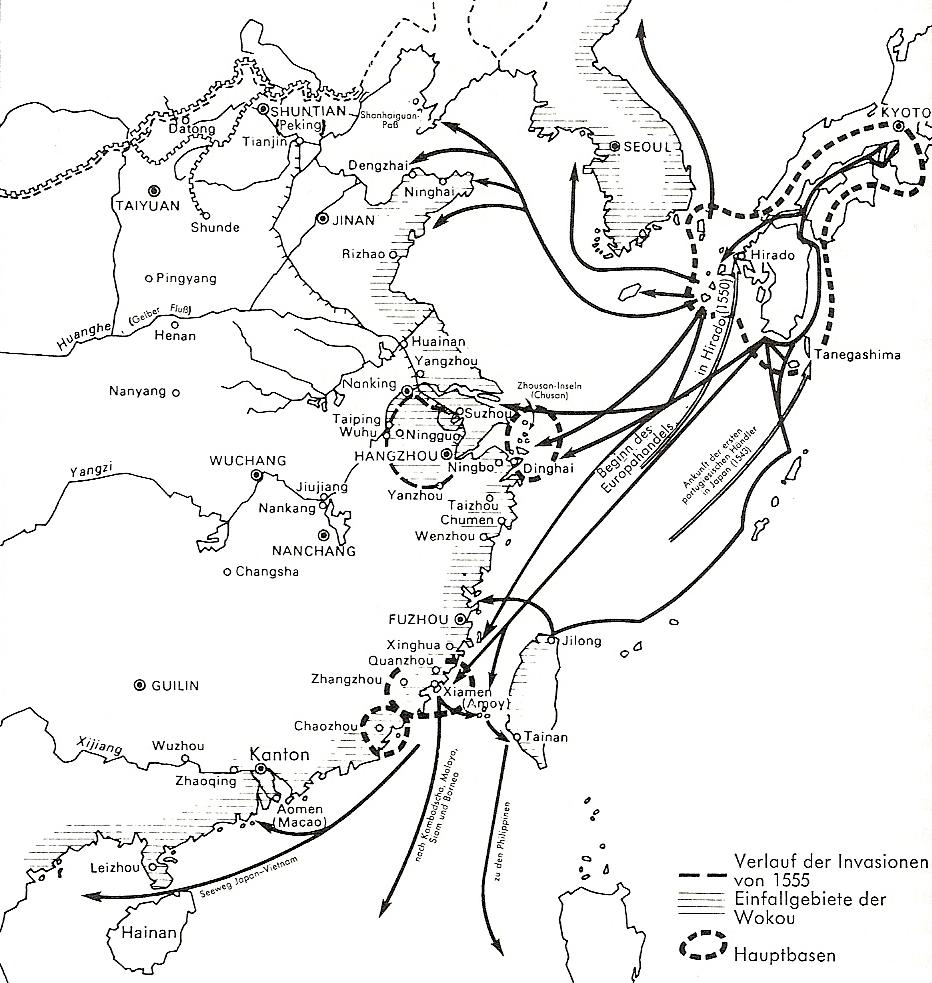
Cartes des raids des Wakõ en 1555.

À cette époque, 8 des 11 préfectures du Zhejiang ont déjà été ravagées par les pirates et 1555 est alors en passe de devenir l'année la plus désastreuse depuis le début de la crise des Wakõ. Les pirates, dont les effectifs comptent jusqu'à 20 000 hommes, ont établi des points fortifiés le long de la côte du Zhejiang et installé leur quartier général à Zhelin (柘林), sur la côte au sud de Shanghai. Leurs navires de guerre contrôlent le fleuve Huangpu et les groupes dédiés aux raid emportent même de l'artillerie avec eux pour assiéger les villes. Ces pirates appartiennent à une alliance de trois chefs pirates basés à Satsuma : Xu Hai, Chen Dong (陳東) et Ye Ma (葉麻). Leur objectif est Nankin, ville ayant le rang de capitale secondaire de la Chine. Leur plan est de prendre Hangzhou, une grande métropole du sud, avant de continuer vers leur objectif. Mais Xu Hai et ses hommes, qui ont choisi de rejoindre Hangzhou par la mer, sont détournée de leur route et doivent retourner aux îles Gotō. Pendant ce temps Ye Ma et ses pirates interceptent à Jiaxing une cargaison de riz et de vin censée être destinée à l'armée Ming et font la fête. Il s'agit en réalité d'un stratagème des Ming, qui ont empoisonné le vin avant de le laisser sur le chemin des Wakõ. Après avoir subi entre 700 et 800 pertes à cause du poison, la bande de Ye Ma se replie à Songjiang. Pendant ce temps, Chen Dong lance des raids dans la région du Lac de l'Ouest et encercle la ville de Hangzhou. Mais comme ses complices n'arrivent pas, il finit par lever le siège au début du mois de mai 1555 et continue ses raids dans toute la province du Zhejiang.
Pour déloger les pirates, Zhang Jing appelle des renforts du Shandong, du Guangxi et du Huguang. Les 6 000 recrues du Shandong arrivent en premier, mais elles subissent une défaite cuisante et se dispersent. Zhang Jing décide de rassembler ses forces et d'attendre l'arrivée des 11 000 « soldats loups » aborigènes. Cependant, la lenteur apparente avec laquelle Zhang Jing accomplit sa mission attire les critiques, ce qui conduit à sa perte. Le 13 mars 1555, l'empereur envoie Zhao Wenhua dans les régions touchées par les attaques des Wakõ pour effectuer des sacrifices au dieu de la mer et évaluer la situation militaire. Zhao Wenhua est un protégé de Yan Song, l'architecte de la chute de Xia Yan qui contrôle la cour impériale depuis lors. Zhao a donc une influence considérable. À son arrivée, il exhorte Zhang Jing à attaquer les pirates ; mais Jing, qui a un grade supérieur à celui de Zhao, résiste et ne veut même pas discuter de sa stratégie avec lui. Ulcéré, Zhao Wenhua riposte en écrivant un mémorial au trône ou il accuse Zhang Jing d'avoir délibérément retardé l'opération pour son propre profit.
Peu de temps après que Zhao Wenhua ait envoyé son mémorial à la capitale, Zhang Jing se met en route avec ses troupes aborigènes nouvellement arrivées et les généraux Lu Tang et Yu Dayou, pour attaquer les pirates. Le choc à lieu  le 10 mai 1555, lors de la bataille de Wangjiangjing (王江涇), au nord de Jiaxing, qui se conclue par une victoire des troupes Ming. Il s'agit de la plus grande victoire des troupes gouvernementale depuis le début de leur lutte contre les Wakõ, 1 900 pirates étant exécuté sur le champ de bataille. Lorsque le rapport de la victoire parvient à l'empereur, Yan Song en profite pour le convaincre que cette réussite prouve que Zhang Jing avait la capacité de vaincre les pirates depuis le début et que Zhao Wenhua a raison de l'accuser de chercher à gagner du temps. Il insinue également que si Zhang c'est décidé a passer à l'attaque, c'est uniquement parce qu’il a entendu parler des accusations de Zhao Wenhua contre lui. Furieux, l'empereur ordonne l'arrestation de Zhang Jing le 5 juin. Le Grand Coordinateur du Zhejiang, Li Tianchong, est également arrêté pour incompétence et tous deux sont exécutés le 12 novembre.
Zhou Chong (周珫), le remplaçant de Zhang Jing, a des pouvoirs considérablement limités par rapport à ceux de son prédécesseur. Au lieu des six provinces côtières qui étaient sous le commandement de Zhang Jing, l'autorité de Zhou Chong se limite à la région métropolitaine du Sud, au Zhejiang et au Fujian. Le censeur chargé des affaires militaires du Zhejiang, Hu Zongxian, est promu au poste de Grand Coordinateur en remplacement de Li Tianchong. En avril 1556, Hu est a nouveau promu, cette fois au rang de Commandant Suprême, après que Zhou Chong et son successeur Yang Yi (楊宜) aient été démis de leurs fonctions après moins d'un an de service, a causes de leurs performances décevantes.

## Le Commandant Suprême Hu Zongxian et le raid de 1556

### Une politique d’apaisement

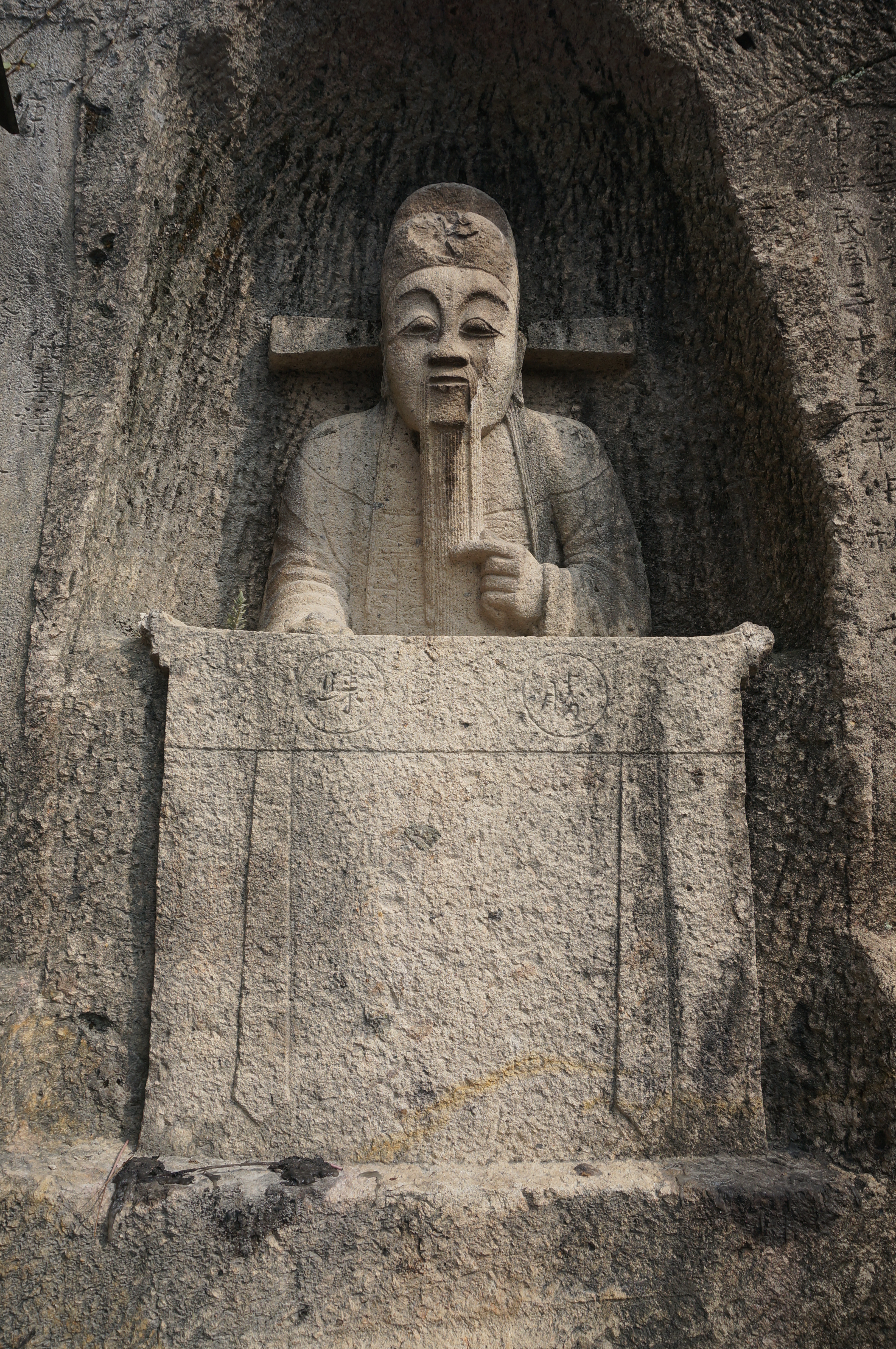
Statue de Hu Zongxian à Yuyao, Zhejiang.

Si ces prédécesseurs ont eu des mandats de courte durée, Hu Zongxian réussit à rester au pouvoir jusqu'en 1563. Sa longévité en tant que commandant suprême et son ascension fulgurante sont en partie dues à son association avec la clique de Zhao Wenhua. Zhao est opposé à une application stricte des interdictions maritimes, comme celles mises en œuvre par Zhu Wan, et préfère plutôt résoudre le problème des Wakõ par une politique d'ouverture commerciale. Une fois en poste Hu Zongxian, même à son tour une politique d'apaisement, malgré la désapprobation de ses subordonnés et les ordres de l'empereur de capturer Wang Zhi mort ou vif.
Avant même d'être promu commandant suprême, Hu Zongxian envoie des émissaires au Japon en sa qualité de grand coordinateur. Officiellement, leur but est de demander l'aide des autorités japonaises ; mais en réalité, ils cherchent à établir le contact avec Wang Zhi afin de l'inciter à se rendre. Attiré par la perspective d'un commerce légal, Wang Zhi accepte de nettoyer les côtes du Zhejiang des pirates, en échange du pardon impérial. En signe de bonne volonté, il envoie son fils adoptif Mao Haifeng (毛海峰) auprès de Hu Zongxian, pendant que l'un des envoyés de Hu reste au Japon. Wang Zhi avertit également Hu que Xu Hai, l'un des chefs pirates de son alliance, est en route pour attaquer à nouveau le Zhejiang et que Wang n'est pas en mesure de l'arrêter à temps. Cette nouvelle est problématique pour Hu, car elle perturbe gravement ses plans d'apaisement, et il n'a que 10 000 hommes sous son commandement. En effet, après la victoire de Wangjiangjing, Zhao Wenhua a dissous les troupes aborigènes que Zhang Jing avait rassemblées, pensant que la situation est sous contrôle. En réalité, la situation militaire se détériore grandement avec des pillards en train d'approcher des côtes et les troupes aborigènes démantelées qui se retournent contre les villages locaux et les soldats impériaux.

### La bataille de Zaolin et le siège de Tongxiang
Le raid de Xu Hai débute avec trois flottes, chacune forte de plusieurs milliers d'hommes, débarquant près de Yangzhou, Shanghai et Ningbo. Il s'agit en réalité d'attaques de diversion destinées à détourner l'attention des troupes des Ming, pendant que la flotte principale de Xu Hai, forte de plus de 10 000 hommes, débarque à Zhapu et marche sur les grandes villes de Hangzhou, Suzhou et Nankin. Après avoir vaincu la marine Ming à Zhapu, Xu Hai ordonne la destruction de ses propres navires de mer, signifiant ainsi à ses troupes qu'il n'y aura pas de retour en arrière. Il rejoint ensuite Chen Dong et Ye Ma, ses compagnons de raid de Satsuma, à Zhelin, leur base d'opérations, en 1555. Le groupe se dirige ensuite vers l'intérieur des terres et pille les villes commerçantes de Wuzhen et Zaolin (皂林) en mai 1566. À Zaolin, Xu Hai rencontre une forte résistance menée par Zong Li (宗禮), ce dernier étant largement en sous nombre, avec uniquement 900 soldats de Chine du Nord sous ses ordres. Après trois jours de bataille, Xu Hai lui-même est blessé et ses troupes sont sur le point d'être vaincues, mais une dernière offensive s’achève par le massacre des troupes gouvernementales, qui sont épuisées et à court de vivres. Les renforts menés par Ruan E (阮鶚) n'atteignent pas Zaolin à temps pour secourir Zong Li et sont poursuivis par les pillards victorieux jusqu'à la ville fortifiée de Tongxiang.
Le 31 mai, les troupes de Xu Hai assiègent Tongxiang avec tout un arsenal d'engins de siège, dont des tours de siège montées sur des bateaux, des béliers sur roues et des pierriers à boîte portugais. Mais la ville de Tongxiang est protégée par un nouveau mur achevé en 1553 et des défenseurs compétents qui résistent au siège. Les assaillants finissent par renoncer à leurs assauts coûteux en homme et en matériel et se contentent d'essayer d'affamer les défenseurs. Ruan E lance des appels à l'aide virulents dans lesquels il dénonce la politique d'apaisement de Hu Zongxian et exhorte à une action rapide. Mais Hu ne fait aucun effort pour lever le siège, à part une démonstration de force, le moral de ses hommes étant au plus bas après la défaite de Zaolin. Au lieu d'intervenir militairement pour lever le siège, Hu se retire dans son quartier général de Hangzhou et tente de négocier avec Xu Hai par le biais d'intermédiaires, en attendant des renforts.
Xu Hai, blessé et embourbé dans le siège, apprend avec stupeur que Wang Zhi négocie sa reddition avec Hu Zongxian, et que Mao Haifeng aide déjà Hu à réprimer les pirates dans la baie de Hangzhou. Xu répond aux envoyés de Hu que s'il peut être amené à se rendre, il ne peut pas parler au nom de son allié Chen Dong. Les envoyés répondent avec un coup de bluff, en prétendant que Chen Dong a déjà conclu un accord avec le gouvernement. Le bluff fonctionne et Xu Hai devient extrêmement méfiant envers Chen Dong. Son inquiétude monte encore d'un cran lorsqu'il apprend que Xu Hai rencontre des agents du gouvernement. Xu accepte finalement de se rendre à condition que Hu Zongxian obtienne son pardon et apaise ses partisans japonais avec des cadeaux. Environ un mois après le début du siège, Xu Hai libère 200 prisonniers Ming en signe de bonne volonté et se retire de Tongxiang. Chen Dong se retrouve abandonné par son allié et lance des attaques violentes contre Tongxiang pendant un jour de plus avant de se retirer dans une autre direction.

### La fin de l'alliance des Wakõ
Les pillards en retraite se dirigent vers la côte de Zhapu en emportant avec eux leur butin. Ce repli prend la forme d'un convoi de plusieurs milliers bateaux fluviaux lourdement chargés, s'étendant sur des kilomètres. Mais ils n'ont pas de navires en état de naviguer en haute mer pour fuir la Chine, car les leurs ont été détruits par Xu Hai lors de leur premier débarquement. Zongxian leur propose alors un marché : tous ceux qui souhaitent se rendre se verront attribuer des postes dans l'armée, tandis que tous ceux qui souhaitent retourner au Japon se verront fournir des navires aptes à naviguer en haute mer. Les pillards n'ont pas d'autre choix que d'accepter. Hu Zongxian incite alors Xu Hai à attaquer les autres Wakõ présent au nord de Songjiang pour prouver sa sincérité; ce qu'il fait en espérant garder le butin et les navires des pillards de Songjiang pour lui-même. Alors que les groupes de pillards se battent entre eux à Zhujing (朱涇), le général Yu Dayou brûle les bateaux fluviaux que Xu Hai a laissés derrière lui et achève rapidement les derniers Wakõ de Songjiang, qui tentaient de fuir Xu Hai. Le raid de Yu laisse Xu Hai hagard et terrifié. Très vite, il envoie des cadeaux et un jeune frère en otage à Hu pour l'assurer de sa reddition.
Pour briser encore davantage le peu d'emprise que Xu Hai peut avoir sur les autres Wakõ, Hu Zongxian utilise les tensions préexistantes entre ce dernier, Chen Dong et Ye Ma. Xu Hai et Ye Ming s'étant déjà disputés à propos d'une femme qu'ils avaient capturée et du partage de leur butin, Xu n'eut aucun scrupule à attirer Ye Ming à un banquet organisé par les représentants du gouvernement. Ye, pensant que les navires qui lui avaient été promis étaient enfin prêts à être livrés, s'enivre tellement lors de ce banquet qu'il est appréhendé par les Ming sans opposer de résistance. Xu Hai hésite cependant à faire la même chose avec Chen Dong, car, malgré leurs différents, Chen Dong est un personnage puissant à Satsuma, et Xu ne peut pas se permettre de contrarier ses clients. Hu Zongxian essaye d'influencer Xu Hai de plusieurs manières. Il commence par soudoyer les maîtresses de Xu pour qu'elles le poussent à agir. Puis il fait écrire à Ye Ma une lettre destinée à Chen Dong dans laquelle il dénonce Xu Hai. Hu Zongxian prend ensuite cette lettre et la donne à Xu Hai, en lui faisant croire qu'il y a une conspiration contre lui. Finalement, Hu force la main de Xu Hai en lui adressant un ultimatum : soit il livre Chen Dong, soit il a droit à la peine de mort. En entendant cela, Xu Hai fait une tentative désespérée pour sauver sa vie, en envoyant son butin « d'une valeur de plus de mille pièces d'or » à son mécène japonais, Shimazu, en lui demandant de s'offrir les services de Chen Dong. Lorsque Chen Dong arrive, Xu Hai le fait livrer aux autorités. Xu Hai trompe alors les partisans de Chen Dong en leur disant que les navires promis par le gouvernement sont prêts et livrés à Zhapu, puis il les conduit à la plage. Là, voyant les navires déployés devant eux, les partisans de Chen se précipitent vers les bateaux. Les troupes gouvernementales sortent alors de leurs positions fortifiées et massacrent la foule désorganisée. Les quelques pillards qui réussissent à s'éloigner a bord de navires sont rattrapés et rassemblés par une escadre navale déployée à proximité. En août 1556, Hu Zongxian a, par l'intermédiaire de Xu Hai, éliminé deux des principaux groupes de Wakõ opérant en Chine. Il ne reste plus que Xu Hai lui-même, piégé sur la côte chinoise et incapable de retourner au Japon a cause de sa trahison.

### La bataille du domaine de la famille Shen
À ce moment-là, Hu Zongxian a presque fin de rassembler ses forces : Lu Tang a remporté une victoire décisive à Taizhou, au sud de Ningbo, et est revenu pour participer à l'élimination de Xu Hai; tandis que les 6 000 nouveaux soldats aborigènes de Baojing et Yongshun sont en route pour venir en aide à Hu Zongxian. L'inspecteur impérial Zhao Wenhua rappelle a Zongxian que, selon la volonté de l'empereur, la reddition n'est pas une option, aussi Hu fait semblant d'accepter celle de Xu Hai en attendant le moment opportun pour frapper. Entre-temps, Xu Hai s'est installé dans le domaine de la famille Shen (沈家莊, Shenjiazhuang) de Pinghu, où il recrute jusqu'à 300 nouveaux membres pour sa bande en organisant des banquets pour ses voisins. Ces nouvelles recrues s'ajoutent au millier, ou plus, de pillards encore sous son commandement et aux derniers membres du groupe de Chen Dong, qui stationnent à côté du domaine. Il devient de plus en plus récalcitrant a coopérer avec les autorités impériales, refusant une invitation à une fête officielle de la mi-automne et allant même jusqu'à tuer un envoyé de Hu Zongxian.
Fin septembre, des renforts de Baojing et Yongshun arrivent et lancent des escarmouches à petite échelle autour du domaine de la famille Shen. Avant de lancer l'attaque finale, Hu Zongxian persuade son prisonnier Chen Dong d'écrire une lettre à ses partisans qui campent à côté des forces de Xu Hai. Dans cette missive, il les averti que Xu Hai conspire avec les troupes gouvernementales pour les anéantir dans une attaques sur deux fronts. Les hommes de Chen Dong réagissent en attaquant le groupe de Xu Hai le 27 septembre, après quoi les forces gouvernementales entrent en action en lançant une attaque tous azimuts, tuant les Wakõ sans discrimination. Le 29 septembre, la bataille se termine après la mort d'à peu près 1 600 pirates dans le domaine. Pour ce qui est de Xu Hai son corps est retrouvé dans le lit d'un ruisseau voisin. Le 10 octobre, Chen Dong, Ye Ma et le frère de Xu Hai qui était gardé comme otage sont tous exécutés à Jiaxing, marquant la fin de l'invasion Wakõ de 1556.

## La capture de Wang Zhi
Une fois le groupe de Xu Hai vaincu, Hu Zongxian peut concentrer ses efforts sur la reddition de Wang Zhi. Mao Haifeng est envoyé auprès de ce dernier pour le persuader de venir en Chine en personne, car Wang n'a jamais mené de raids lui-même. Cependant, en septembre 1557, alors que Wang Zhi se prépare à se présenter aux autorités pour discuter de l'ouverture du commerce extérieur, Zhao Wenhua, principal promoteur de la politique d'apaisement, est accusé de détournement de fonds, perd la faveur impériale et meurt de maladie. La situation politique ne permet pas à Hu Zongxian ni à Yan Song de demander à l'empereur le pardon de Wang Zhi.
Le 17 octobre 1557, Wang Zhi arrive sur l'île de Zhoushan avec une importante flotte commerciale. Là, il pose ses conditions de reddition : il demande un pardon impérial, une commission navale et l'ouverture des ports au commerce. En échange, il propose de patrouiller le long des côtes chinoises et de persuader les pillards de retourner sur les îles par la force si nécessaire. Hu Zongxian se trouve alors face à un dilemme : il ne peut pas laisser partir Wang Zhi, mais s'il accepte sa reddition, il pourrait être contraint de l'exécuter, ce qui réduirait à néant les efforts d'apaisement. En décembre, confiant dans ses perspectives et son invulnérabilité, Wang Zhi débarque à Hangzhou. Là, il est traité avec respect par les autorités, qui craignent de contrarier ses partisans, pendant qu'elles réfléchissent à ce qu'il faut faire de lui. Pendant ce temps, Hu Zongxian demande à Wang Zhi de l'aider à fabriquer des arquebuses pour l'armée Ming, ce qui conduit à une utilisation généralisée de cette arme en Chine. Finalement, en février de l'année suivante, Wang Zhi est envoyé en prison, où il bénéficie de conditions d'incarcération particulièrement douces : il reste informé de tout ce qu'il ce passe à l'extérieur, tout en lui donnant accès à des livres et a de la nourriture de qualité. Wang Zhi pense qu'il s'agit d'un arrangement temporaire et espère un pardon jusqu'au 22 janvier 1560, date à laquelle un édit impérial prononce la peine de mort et il est sommairement décapité.
Avec la capture et l'exécution de Wang Zhi, la cour des Ming espère réussir à provoquer la dispersion de ses hommes. En fait, comme le craignaient les fonctionnaires qui soutenaient les négociations, les partisans de Wang Zhi abandonnent tout espoir de pouvoir pratiquer légalement leur activité commerciale et retournent à leurs méthodes violentes. Se sentant trahi après l'arrestation de Wang Zhi, Mao Haifeng fait de l'île de Zhoushan sa base principale et lance des raids sur le Zhejiang et le Fujian. En mars 1558, Hu Zongxian lance une opération de grande ampleur pour déloger Mao de Zhoushan, ses troupes, commandées par les généraux Yu Dayou et Qi Jiguang, convergeant vers l'île depuis six directions différentes. Mais l'opération est un échec et les troupes gouvernementales sont obligées de battre en retraite. Hu calme les critiques croissantes à son encontre en blâmant Yu et Qi, tout en envoyant à Pékin un cerf blanc, un symbole taoïste de bon augure, pour le plus grand plaisir de l'empereur. Les pirates abandonnent finalement Zhoushan en décembre de la même année, à cause de la forte présence militaire sur place, et se dispersent vers le sud jusqu'au Fujian, qui devient leur nouvelle zone d'opération. Durant l'été 1559, les dernières bandes de pirates présentes dans le delta du fleuve Yangtze sont anéanties.

## La fin de la crise des Wakõ

### Intervention militaire au Fujian

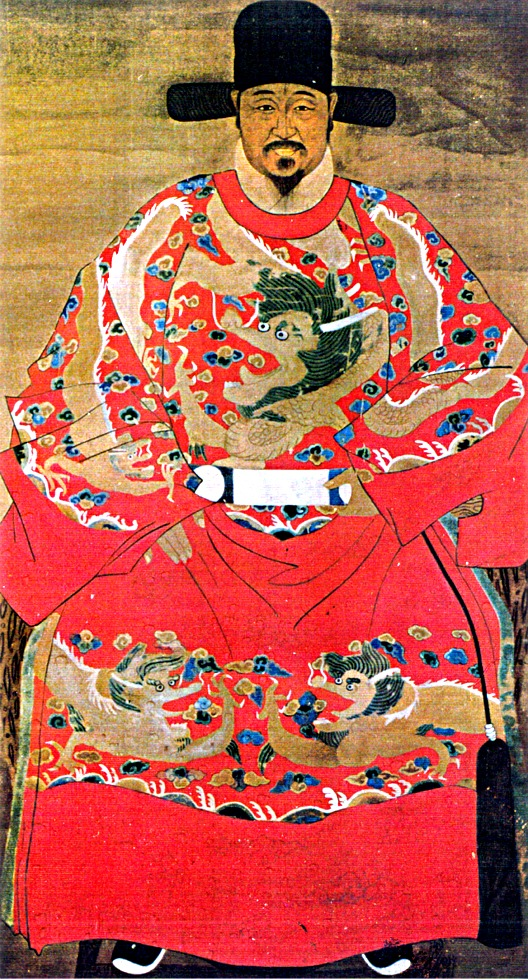
Qi Jiguang.

Une fois la situation au Zhejiang apaisée, Hu Zongxian se tourne vers le Fujian. Mais au même moment, son allié Yan Song commence à perdre les faveurs de l'empereur et est finalement destitué de son poste de Grand Secrétaire Supérieur en juin 1562. Lors de la purge qui s'ensuit parmi les associés de Yan, Hu Zongxian est destitué, entre autres raisons, pour avoir été trop amical envers Wang Zhi et avoir mal géré les fonds militaires. L'empereur Jiajing intercède en sa faveur et autorise Hu à se retirer en conservant tous ses titres en 1563. Quoi qu'il en soit, le poste de commandant suprême de Hu Zongxian, lui permettant de superviser trois provinces, est considéré comme trop puissant, d'autant plus que les Wakõ se sont éloigné de la région cruciale du Jiangnan. Le poste est donc aboli après le départ de Hu Zongxian, les grands coordinateurs redevenant la figure dominante dans ces provinces. Plus tard, en novembre 1565, de nouvelles preuves incriminant Hu Zongxian font surface, cette fois-ci pour une tentative de corruption du fils de Yan Song, et Hu meurt peu après en prison.
Au Fujian, les hommes de feu Wang Zhi qui avaient évacué Zhoushan prennent le contrôle de Kinmen et font de cette île leur base arrière, a partir de laquelle ils effectuent des raids le long de la côte, avec leurs nouveaux alliés, les pirates cantonais. En décembre 1562, la ville préfectorale de Xinghua (aujourd'hui Putian) est prise par les Wakõ après un siège d'un mois. De nombreuses villes importantes situées a proximité subissent le même sort. Le pouvoir central réagit en 1563 en nommant le général Qi Jiguang vice commandant et Tan Lun, un compagnon de longue date de Qi dans la lutte contre les pirates, Grand Coordinateur du Fujian. Lorsqu'il est nommé a son nouveau poste, Qi Jiguang a déjà fini de lever sa propre armée, composée de fermiers de Yiwu et de mettre au point la formation dite du "canard mandarin" (鴛鴦陣), destinée a contrer les redoutables contingents japonais présents dans les rangs des Wakõ. Cette nouvelle armée enchaine les victoires au cours de plusieurs batailles contre les pirates, ce qui amène Qi a soumettre les nouvelles recrues du Fujian au même type d'entrainement. En mai 1563, Qi Jiguang et ses troupes très disciplinées, reprennent la ville de Xinghua et détruisent la dernière base importante de pirates du Fujian. Les Wakõ qui réussissent à s'échapper et à naviguer plus au sud sont progressivement tués ou capturés au cours d'une série de campagnes menées dans le sud du Jiangxi et du Guangdong entre 1564 et 1566. Grâce à ces campagnes, la région montagneuse située entre le Guangdong, le Fujian et le sud du Jiangxi passe sous contrôle impérial, après avoir été un refuge pour les bandits depuis le début du XVIe siècle. En 1567, la piraterie n'est plus considérée comme une menace sérieuse sur les côtes chinoises.

### Legalisation du commerce extérieur
Si l’action militaire a permis d'éliminer la menace des pirates, c'est bien un changement dans la politique maritime des Ming qui a permis d'éviter leur retour. Dès 1530, les interdictions maritimes sont levées dans la province côtière du Guangdong, située dans le sud de la Chine, où le commerce pratiqué en dehors du système des tribut était auparavant taxé. Les autorités provinciales espèrent qu’en libéralisant le commerce, les personnes économiquement marginalisées du Guangdong auront enfin un moyen de gagner honnêtement leur vie et n’auront pas besoin de sombrer dans la piraterie. Le fait est que le Guangdong est épargné par le gros des raids de pirates pendant les années ou les Wakõ sont les plus actifs, et ceux qui attaquent cette province sont réprimés relativement facilement. En 1554, les autorités provinciales concluent un accord historique avec les Portugais, ces derniers étant revenus au Guangdong après leurs malheurs au Zhejiang et au Fujian. Cet accord permet aux Portugais de s’installer à Macao et à commercer au Guangzhou, contre le versement d'une redevance annuelle. Une fois installé à Macao, les Portugais aident les Ming à détruire les flottes pirates de la région, ce qui leur permet d'avoir la reconnaissance officielle de leur occupation de Macao par l'empereur Wanli (règne de 1563 à 1620). Cette occupation dure jusqu'en 1999, date à laquelle Macao est rétrocédée à la république populaire de Chine.
Quelques mois après la mort de l'empereur Jiajing en 1567, l'interdiction maritime est officiellement levée et le Fujian s'ouvre à tous les échanges commerciaux avec l'étranger, à l'exception du commerce japonais. L'ancien port de contrebande de Yuegang (« port de la Lune ») est rebaptisé Haicheng (海澄, « mers claires ») et devient le port officiel a partir duquel on peut commercer dans le Fujian. Si le commerce avec les Japonais est strictement interdit, en raison de leur rôle présumé dans les raids Wakõ, une forme de commerce indirect entre la Chine et le Japon se met rapidement en place, via des entités tierces comme le royaume de Ryukyu et la colonie portugaise de Macao, qui prospérèrent grâce à ce rôle d'intermédiaires. Dés lors, la Chine s'intègre au réseau commercial mondial qui se met en place durant l'ère des grandes découvertes.

## Historiographie
L'étude des Wakõ, et en particulier celle de leurs origines, a été la cause de bien des controverses au fil des siècles, tant au niveau national qu'international. Même pendant le déroulement de cette crise, au XVIe siècle, un certain nombre de responsables ont souligné l'inadéquation du terme « Wakõ », qui signifie pirates japonais, pour désigner un phénomène essentiellement chinois. Même si certains chroniqueurs ont ms un point d'honneur à ne pas utiliser ce terme, beaucoup n'ont eut aucun problème à appeler tous les pirates « Wo » (Japonais). Les causes de cet usage abusif sont nombreuses. Pour les soldats, couper la tête d'un Japonais leur permet d'avoir une meilleure récompense de la part du gouvernement; et pour les fonctionnaires locaux, prétendre que les pirates sont japonais permet d'en faire un problème extérieur, donc au-delà de leurs responsabilités. Enfin, les vrais pirates peuvent également se cacher derrière l'étiquette «Wakõ» et ainsi rejeter la faute sur les Japonais.
Dans le Ming Shilu, qui est la source principale utilisée pour la rédaction de l'Histoire des Ming, les contrebandiers sont traités de pirates et les ministres pro-commerce, tels que Yan Song et Zhao Wenhua, de « collaborateurs de Wo », ce qui amène les rédacteurs de l'Histoire des Ming à placer leurs biographies dans la section « Ministres traîtres » (奸臣傳). La partie du Ming Shilu dédiée a l'ère Jiajing est compilée par le Grand Secrétariat supérieur Xu Jie, qui en profite pour dresser un portrait à charge de son prédécesseur et ennemi politique Yan Song. Mais ce faisant, il occulte toute l'affaire des Wakõ. Comme l'Histoire des Ming fait partie des Vingt-quatre Histoires, soit l'ensemble des histoires officielles de la Chine, jusqu'au XXe siècle, de nombreux auteurs la considèrent comme faisant autorité sur les événements de la dynastie Ming, y compris les raids des Wakõ de l'ère Jiajing.
L'interprétation traditionnelle véhiculée par l'Histoire des Ming et assimilant les Wakõ à des pirates japonais japonais continue à être diffusée au XXe siècle. Durant les années 30, pendant la Seconde Guerre sino-japonaise, les écrivains chinois et japonais utilisent cette interprétation des Wakõ pour instiller des sentiments nationalistes dans leurs pays respectifs. Des écrivains japonais comme Takekoshi Yosaburō, Tomaru Fukuju et Mogi Shuichiro sont plus intéressés par l'aspect militaire des raids et considèrent les Wakõ comme faisant partie d'une « noble tradition pour la marine japonaise et pour la construction de l'empire japonais ». De leur côté, les écrivains chinois de l'époque, comme Chen Mouheng et Wu Chonghan, accusent les Japonais, et parfois les Portugais « impérialistes », d'être les instigateurs des raids des Wakõ de Jiajing tandis que leurs homologues chinois sont traités comme de simples traitres et collaborateurs. Les études chinoises de l'époque se concentrent sur les ravages causés par les Wakõ et la réponse des Ming sans trop s'attarder sur les Wakõ eux-mêmes. Ce récit perdure jusqu'à la fin de la guerre de Corée, lorsque les études sur les Wakõ se sont à nouveau imprégnées de rhétorique patriotique. La promotion de Qi Jiguang en tant que héros national est un résultat direct des efforts de propagande de l'époque.
Bien que minoritaires dans les années 1930, les chercheurs japonais en diplomatie internationale comme Fujita Toyohachi, Akiyama Kenzo et Kobata Atsushi tiennent à souligner le lien entre les activités de piraterie et le commerce extérieur. Cette interprétation est reprise par Katayama Seijiro et Sakuma Shigeo dans les années 1950 et 1960, qui notent que, bien que tous les pirates côtiers soient qualifiés de « Wakõ », les raids sont en réalité menés par des « marchands traîtres » (奸商) et des familles Chinoises influentes. Ils en concluent que les troubles de cette période trouvent leurs racines dans les changements sociaux et économiques de la société côtière chinoise et ne sont donc pas une conséquence de la diplomatie sino-japonaise. Les historiens taïwanais des années 1960 sont d'accord avec ce point de vue, ajoutant que le lien entre commerce et piraterie résulte de l'interdiction du commerce maritime privé sous les Ming. Dans les années 1970 et 1980, lorsque les chercheurs de la Chine continentale s'intéressent aux « germes du capitalisme » de la dynastie Ming, ils suivent les études japonaises et taïwanaises antérieures et interprètent l'épisode des Wakõ Jiajing comme étant une manifestation des luttes antiféodales et procapitalistes des sociétés littorales. Depuis lors, les auteurs chinois qui ont promus cette interprétation, tels que Dai Yixuan, Fan Shuzhi, Lin Renchuan et Chen Kangsheng, sont classés dans l'école de la « nouvelle thèse des Wakõ » en Chine.